# Curetis takanamii
Curetis takanamii är en fjärilsart som beskrevs av Schröder och Colin G.Treadaway. Curetis takanamii ingår i släktet Curetis och familjen juvelvingar. Inga underarter finns listade i Catalogue of Life.